# Темз, Мейсон
Мейсон Темз (англ. Mason Thames; род. 10 июля 2007, Лос-Анджелес, Калифорния) — американский актёр. Сыграл главную роль в фильме ужасов «Черный телефон» (2021).

## Карьера
В 2019 году Темз появился в трёх эпизодах первого сезона телесериала Apple TV+ «Ради всего человечества».
В 2021 году в фильме ужасов Скотта Дерриксона «Черный телефон» он сыграл главную роль вместе с Итаном Хоуком. Эта роль принесла ему широкое признание, а фильм получил в целом положительные отзывы критиков. Отдавая предпочтение Темзу среди сотен других претендентов, Дерриксон заявил, что «у него есть дар, которым обладают очень немногие актёры, даже взрослые профессиональные актёры, а именно способность правдиво и эмоционально воспринимать каждый момент, по одному кадру за раз, не переигрывая. Это в его глазах и на его лице, и его способность делать это честно, по-настоящему — это то, чему вы не можете научить». Темз повторит свою роль в сиквеле 2025 года. В 2021 и 2022 годах он сыграл молодого Уокера в первых двух сезонах «Уокера». В 2024 году Темз принял участие в школьной комедии «Новички» .
В 2024 году он вместе с Мелом Гибсоном снялся в фильме «Кошмарные каникулы», независимом фильме режиссёра Дэвида Генри. Затем Темз сыграл главную роль Иккинга в экранизации «Как приручить дракона», в которой также приняла участие Нико Паркер в роли Астрид.

## Фильмография
| Год       |   | Русское название        | Оригинальное название    | Роль                           |
| --------- | - | ----------------------- | ------------------------ | ------------------------------ |
| 2019      | с | Ради всего человечества | For All Mankind          | Даниэль Стивенс                |
| 2021—2022 | с | Уокер                   | Walker                   | юный Уокер                     |
| 2022      | ф | Чёрный телефон          | The Black Phone          | Финни Блейк                    |
| 2024      | ф | Новички                 | Incoming                 | Бендж Нильсен                  |
| 2024      | ф | Кошмарные каникулы      | Monster Summer           | Ноа Рид                        |
| 2025      | ф | Как приручить дракона   | How to Train Your Dragon | Иккинг Кровожадный Карасик III |
| 2025      | ф | Чёрный телефон 2        | The Black Phone 2        | Финни Блейк                    |